# Charles Pahud de Mortanges

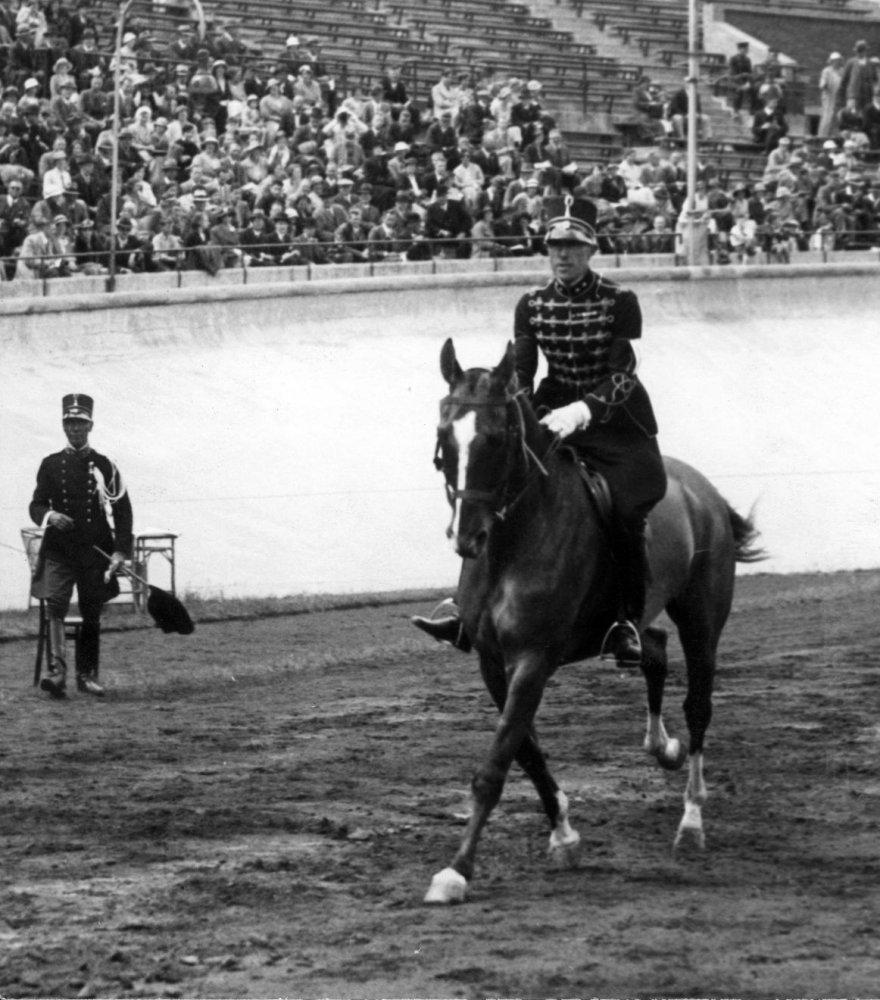
Charles Pahud de Mortanges (1934)

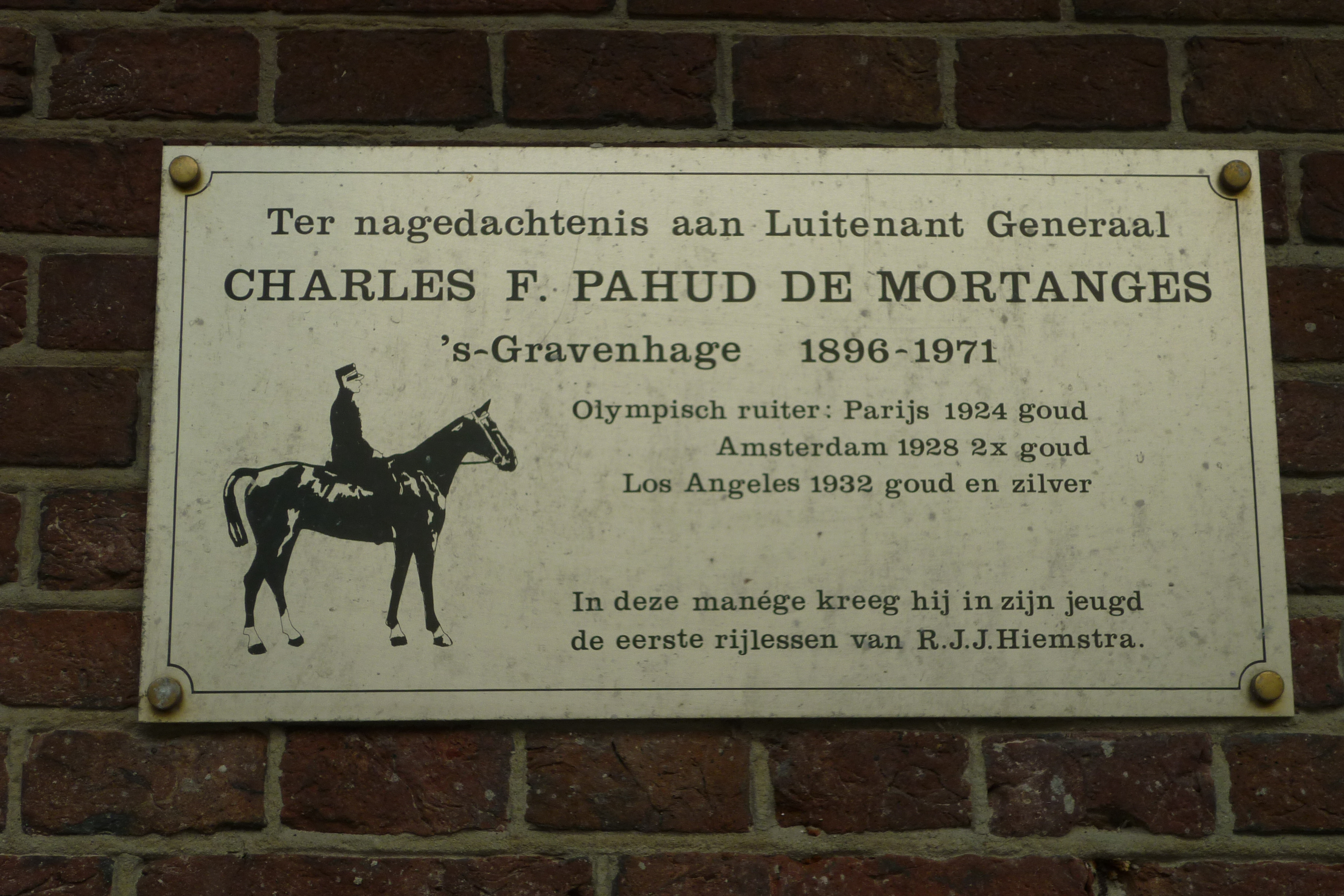
Gedenktafel

Charles Ferdinand Pahud de Mortanges (* 13. Mai 1896 in Den Haag; † 8. April 1971 in Leiden) war ein niederländischer Vielseitigkeitsreiter, Armeeoffizier und Sportfunktionär. Er ist mit vier goldenen und einer silbernen olympischen Medaille der erfolgreichste Reiter in dieser Disziplin. Während des Zweiten Weltkriegs floh er aus deutscher Kriegsgefangenschaft. Später war er während fast zwei Jahrzehnten Vorsitzender und Vizepräsident des Nationalen Olympischen Komitees der Niederlande sowie Mitglied des Internationalen Olympischen Komitees.

## Reitsportkarriere
Sein Vater war ein hoher Regierungsbeamter im Kolonialministerium, seine Mutter entstammte einer angesehenen Bankiersfamilie. In seiner Jugend begeisterte sich Pahud für die regelmäßig in Den Haag stattfindenden Militärparaden. 1915 trat er in die Königliche Militärakademie ein und wurde Kadett der Kavallerie. Drei Jahre später bestand er das Offiziersexamen als Bester seines Jahrgangs; den Ausbildern war insbesondere sein Reittalent aufgefallen. 1920 wurde er nach Tilburg versetzt. Dort lernte Pahud den Direktor des Königlichen Militärsportverbandes kennen, der nach kurzer Zeit sein Trainer und Mentor wurde. Dadurch erhielt er die Möglichkeit, an zahlreichen Reitsportveranstaltungen teilzunehmen.
Bei den Olympischen Spielen 1924 in Paris gewann Pahud auf dem Pferd Johnny Walker die Goldmedaille in der Teamwertung, in der Einzelwertung erreichte er den vierten Platz. Noch erfolgreicher war er bei den Olympischen Spielen 1928 in Amsterdam, als er auf Marcroix sowohl in der Einzel- als auch in der Teamwertung Olympiasieger wurde. In Los Angeles wurde er bei den Olympischen Spielen 1932 erneut Einzel-Olympiasieger auf Marcroix. In der Teamwertung gewann er die Silbermedaille. Vier Jahre später nahm er auch in Berlin teil, doch verpasste er den Gewinn einer sechsten Medaille, da sein Pferd sich während des Geländeritts dreimal weigerte, ein Hindernis zu überspringen.

## Zweiter Weltkrieg
1938 erlitt Pahud einen Reitunfall und zog sich eine schwerwiegende Verletzung an seiner rechten Hand zu. Auf Anraten von Prinz Bernhard zur Lippe-Biesterfeld ließ er sich 1939 bei Berlin behandeln. Nach der Eroberung der Niederlande durch die deutsche Wehrmacht wurde die niederländische Armee aufgelöst. Pahud leitete während zwei Jahren ein Rehabilitierungsheim für Kriegsverwundete in Aerdenhout (Gemeinde Bloemendaal). Im Mai 1942 wurde er zusammen mit anderen niederländischen Berufsoffizieren in Kriegsgefangenschaft genommen.
Im Gefangenenlager bei Iwano-Frankiwsk in Galizien verschlechterte sich der Zustand von Pahuds rechter Hand, so dass er im Sommer 1943 wieder in die Niederlande zur Rehabilitation zurückgeschickt wurde. Während der Rückreise entkam er aus dem Zug und flüchtete. Nachdem er sich einige Zeit lang versteckt gehalten hatte, flüchtete er durch Belgien, Frankreich und Spanien bis nach Gibraltar. Von dort aus wurde Pahud im Februar 1944 nach Großbritannien geflogen. Zum Major befördert, war er als Mitglied der Königlich Niederländischen Brigade an der Invasion der Normandie und an der Befreiung der Niederlande beteiligt. Im September 1945 wurde er mit der Bildung einer mobilen Division der Koninklijke Marechaussee beauftragt.

## Sportfunktionär
Obwohl er wegen seiner Handverletzung kaum mehr reiten konnte, blieb Pahud dem Sport verbunden. Von Juli 1946 bis Dezember 1951 war er Vorsitzender des Nationalen Olympischen Komitees der Niederlande. Anschließend war bis April 1958 dessen Vizepräsident und danach bis April 1961 erneut Vorsitzender. Von September 1946 bis Oktober 1964 war er Mitglied des Internationalen Olympischen Komitees. Im Militär war Pahud mit Prinz Bernhards Unterstützung Generalinspektor des Heeres und wurde 1953 zum Brigadegeneral befördert.